# كينجي
كينجي هو الألبوم الأول باسم مغنيه للمغني الفرنسي كينجي جيراك صدر في 8 سبتمبر 2014، من تسجيلات ميركوري. في فرنسا، ظهر الألبوم كرقم واحد في سنديكا ناسيونال دي ليديسيون فونوغرافيك، جدول الألبومات الفرنسي الرسمي، واشتهر أيضا في بلجيكا وسويسرا.
اثنان من أغاني الألبوم، "كولور خيتانو" و "بيلا" ظهرت مبكرا في أسطوانية مطولة بخمس أغاني بعنوان كينجي جيراك صدرت قبل صدور الألبوم. وصلت الأسطوانة المطولة للترتيب 44 في جدول الألبومات الفرنسي سنديكا ناسيونال دي ليديسيون فونوغرافيك. تضمنت الأسطوانة المطولة ثلاث أغان غير موجودة في الألبوم: "أنت وأنا"، "فلسفتي" توس لي ميم".